# 費爾南多·貝爾達斯科
費南多·貝爾達斯科（Fernando Verdasco，1983年11月15日—），生于西班牙首都马德里，西班牙退役男子網球運動員。
他最令人印象深刻的莫过于2009年澳大利亚网球公开赛上其一路狂飙，包括擊敗上屆亞軍若-威爾弗里德·特松加以及英國新希望安迪·穆雷；澳网準决赛对阵同胞天王拉斐爾·納達爾：风格与纳達爾相近的他都是以左手握拍。开局他们打得难分难解，互相保住发球局，最后在抢七中胜出，7-6拿下第一盤。第二、三盤被纳達爾拿下。第四盤他被率先破发后还以颜色，将比赛拖入抢七。在抢七中，前面几乎已经到达极限的他不可思议地以7-1的惊人比分夺下一程。比赛最终被拖入决胜盤。在两人顽强的拖至4-4平后，纳達爾守住0-30的困境，保住发球局。下一局，沃达斯科在自己0-30落后时两次双误，输去了一场伟大的比赛。这场比赛也创下了澳网历史上的最长记录（5小時14分鐘）。他说：“我会将这场比赛铭记一生”，他也因此一战成名。

## 职业
早年 
他成为一个职业选手在2001年，当时是排名世界464.2002是他的幸运年，他赢得了他第一个Futures类冠军在西班牙的F1并为F3的亚军。他参加了他第二个职业挑战赛在Segovia在那里他进入决赛，在这之前他打败了半决赛中的Belarusian Vladimir Voltchkov。他接下来进入了另外挑战赛的半决赛在Kiev和Eckental。年终排名200名前，为173.
2003 
在2003，沃达斯科加入了他第一个大师系列巡回赛（迈阿密）。他参加了主要的抽签，在打败了Karol Kučera和Max Mirnyi后，他输给了同胞Carlos Moyà在第三轮中。在这场精彩的比赛后，他在红土上非常惨淡，在温布尔登第五组中他在第一轮就输给了Finn Jarkko Nieminen。他随后参加了cincinnati的比赛，在对阵安迪罗迪克的比赛中被一盘不失地打败。他进入了美网第三轮，在第一轮、第二轮分别击败Tommy Robre和Davide Sanguinetti后输给了Thai Paradorn Srichaphan。
2008年他以第25种子身份进入澳网。并以他强势的对Thierry Ascione的表现赢下公开赛。他在于Janko Tipsarević的比赛中微弱落败。Janko Tipsarević不久后与费德勒比赛取得5盘。他进入迪拜网球冠军杯，在第二轮中遇到费德勒或穆雷之一。他的对手最后是穆雷，穆雷直落3盘击败了費德勒。沃达斯科成功将穆雷带至第三盘但以3–6, 6–3, 6–7 (5–7)失去了比赛。在柏林戴维斯杯，他和双打搭档Feliciano López在与对手意大利队的Philipp Kohlschreiber和Philipp Petzschner的马拉松式的比赛中最终锁定了西班牙的胜局。在蒙特卡洛摩纳哥的大师赛他一盘未得第一轮输给同鲍Gaël Monfils。在Barcelona接下的一周中他又在第一轮一盘未得输给了Nicolás Lapentti。在罗马大师赛中他风格戏剧化地转变，他到达第三轮，在打败了Carlos Moyà和Nicolás Lapentti后，输给了James Blake。他保持了他精彩的状态到Hamburg大师赛在第一轮中打败了Mikhail Youzhny。在第二轮中打败了Michaël Llodra 6-2, 6-0 。接着他又贡献了精彩的直落比赛对自己同胞David Ferrer 。最终输给世界第一费德勒。在法网他是22种子，在比赛之后，他的排名为16，输给了纳达尔之后。

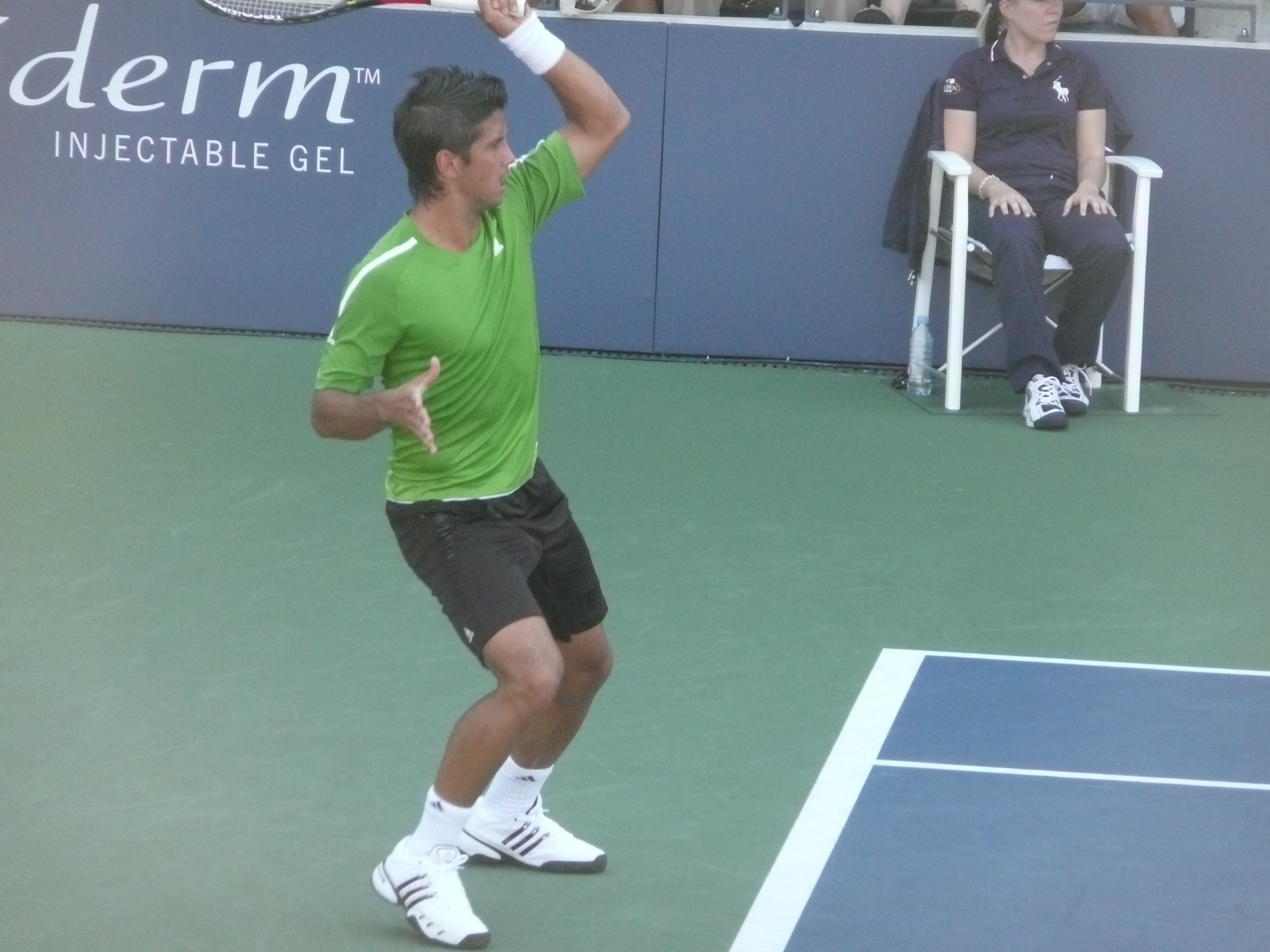
費爾南多·貝爾達斯科

在美网他得到了20的高排位，作为他法网的成果。他到达了 Nottingham 公开赛的决赛，使得职业排名达到18。在温布尔登他输给了 Mario Ančić在一场艰难的5盘大战后。最后一盘持续了超过90分钟以13-11结束了第四轮。温布尔登之行使他排名升止13。他最新的atp胜利在umag（ Croatia ），打败了Igor Andreev。之后他到了11位。他在08美网是13种子，第三轮输给23种子Andreev。
在11.23他在西班牙戴维斯杯第四单打比赛中赢了阿根廷人José Acasuso，这确保了西班牙的夺冠。在前一天他也赢得了双打比赛，搭档Feliciano Lopez。

## 技術分析

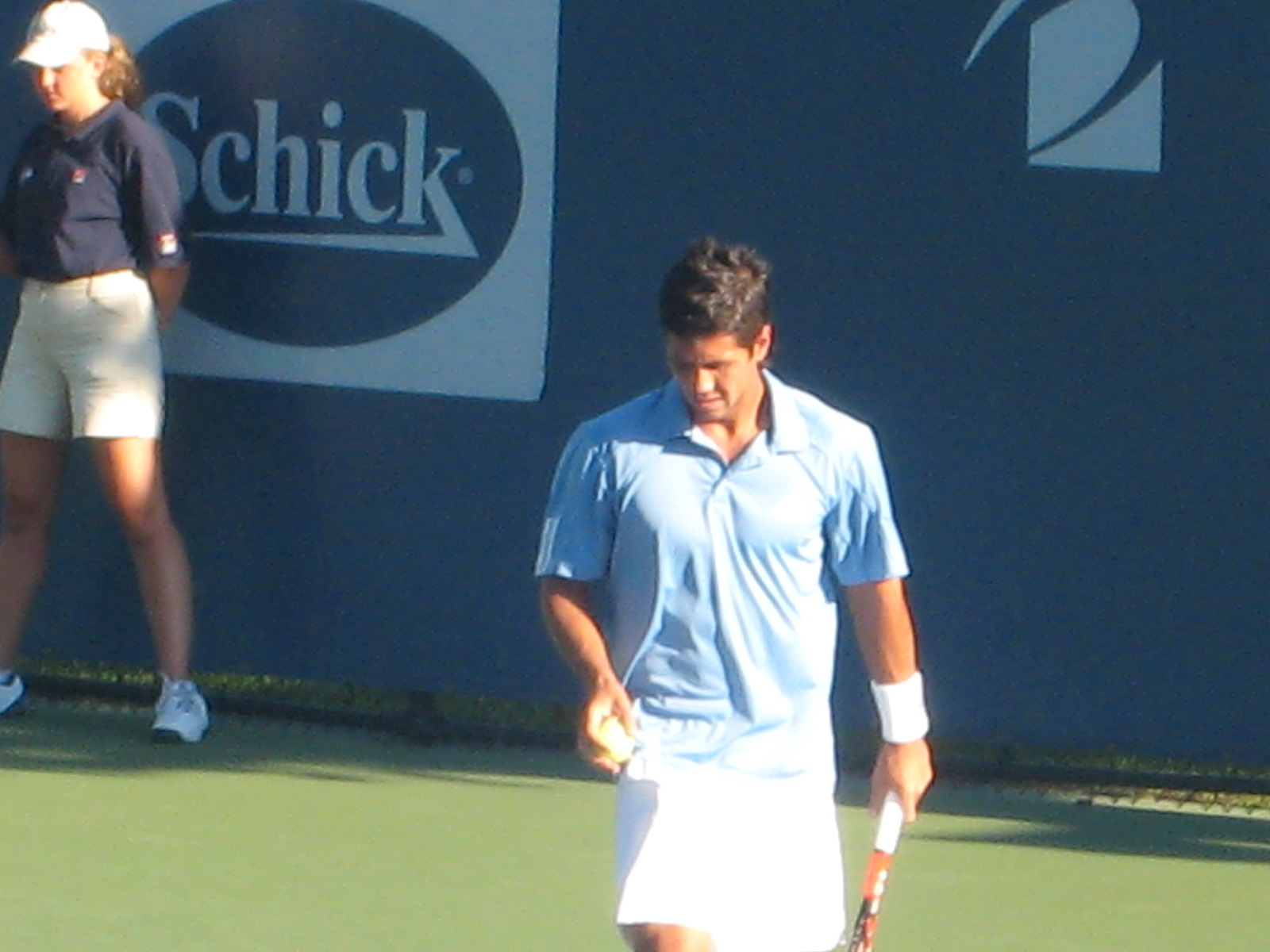
費爾南多·貝爾達斯科

沃达斯科是一个进攻型的底线选手，在所有场地游刃有余，硬地是他的最爱（尤其室内）。许多选手，包括安迪罗迪克，认为他有巡回赛中最好的正手。他的发球是一个个性鲜明的以左手持拍，主要用削球来创造更多的摆动，並以用大量旋转球和同胞纳达尔竞争而闻名，而且球速常常高達200公里以上。

## 生涯統計

### 男單冠軍（5）
| 賽事類別                                       |
| 大滿貫賽事（0次冠軍）                          |
| ATP年終賽（大師盃）/ 世界巡迴總決賽（0次冠軍） |
| ATP大師系列賽/ 世界巡迴大師賽 1000（0次冠軍）  |
| ATP黃金國際巡迴賽/ 世界巡迴賽 500 (1次冠軍)    |
| ATP國際巡迴賽/ 世界巡迴賽 250（4次冠軍）       |

| 依場地分類    |
| 硬地（2）     |
| 紅土（3）     |
| 草地（0）     |
| 室內地毯（0） |

| 依室內外分類 |
| 室外 (4)     |
| 室內 (1)     |

| 次數 | 日期          | 賽事                         | 場地     | 決賽對手          | 勝方比分       |
| ---- | ------------- | ---------------------------- | -------- | ----------------- | -------------- |
| 1.   | 2004年4月12日 | 瓦倫西亞公開賽，西班牙       | 紅土     | 阿爾伯特·蒙塔涅斯 | 7-65, 6-3      |
| 2.   | 2008年7月20日 | 克羅埃西亞公開賽，克羅埃西亞 | 紅土     | 伊戈爾·安德烈耶夫 | 3-6, 6-4, 7-64 |
| 3.   | 2009年8月29日 | 百樂筆網賽，美國             | 硬地     | 薩姆·奎里         | 6-4, 7-66      |
| 4.   | 2010年2月14日 | 聖荷西公開賽，美國           | 室內硬地 | 安迪·羅迪克       | 3-6, 6-4, 6-4  |
| 5.   | 2010年4月25日 | 巴塞隆納公開賽，西班牙       | 紅土     | 羅賓·索德靈       | 6-3, 4-6, 6-3  |

### 男單亞軍 (8)
| 次數 | 日期           | 賽事             | 場地     | 決賽對手          | 比分               |
| ---- | -------------- | ---------------- | -------- | ----------------- | ------------------ |
| 1.   | 2004年3月7日   | 墨西哥墨西哥網賽 | 紅土     | 卡洛斯·莫亞       | 3-6, 0-6           |
| 2.   | 2005年7月30日  | 奧地利Kitzbühel  | 紅土     | 加斯顿·高迪奥     | 6-2, 2-6, 4-6, 4-6 |
| 3.   | 2007年10月27日 | 俄羅斯聖彼得堡   | 室內硬地 | 安迪·穆雷         | 2-6, 3-6           |
| 4.   | 2008年6月22日  | 英國諾丁罕公開賽 | 草地     | 伊沃·卡洛維奇     | 5-7, 74-6, 6-78    |
| 5.   | 2009年1月5日   | 澳洲布魯斯本     | 硬地     | 拉德克·史坦帕尼克 | 6-3, 3-6, 4-6      |
| 6.   | 2009年10月3日  | 馬來西亞吉隆坡   | 室內硬地 | 尼古莱·达维登科   | 4-6, 5-7           |
| 7.   | 2010年4月18日  | 摩納哥蒙地卡羅   | 紅土     | 拉斐爾·納達爾     | 0-6, 1-6           |
| 8.   | 2010年5月22日  | 法國尼斯         | 紅土     | 里夏爾·加斯凱     | 3-6, 7-5, 6-75     |

### 雙打冠軍(1)
| 次數 | 日期          | 賽事             | 場地     | 搭擋              | 決賽對手                  | 勝方比分 |
| ---- | ------------- | ---------------- | -------- | ----------------- | ------------------------- | -------- |
| 1.   | 2004年11月1日 | 斯德哥爾摩, 瑞典 | 室內硬地 | 費利西亞諾·洛佩斯 | Wayne Arthurs Paul Hanley | 6-4, 6-4 |

### 雙打亞軍(2)
| 次數 | 日期          | 賽事                 | 場地 | 搭擋                   | 決賽對手                         | 比分     |
| ---- | ------------- | -------------------- | ---- | ---------------------- | -------------------------------- | -------- |
| 1.   | 2007年7月22日 | 斯圖加特網賽, 德國   | 紅土 | 吉列爾莫·加西亞·洛佩斯 | Frantisek Cermak 莱奥什·弗里德尔 | 4-6, 4-6 |
| 2.   | 2009年1月10日 | 布魯斯班公開賽, 澳洲 | 硬地 | Mischa Zverev          | 馬克·吉克爾 若-威爾弗里德·特松加 | 4-6, 3-6 |

## 广告赞助
他以他的场上突变而著称，尤其是在局、盘、赛之间。他的赞助商是adidas（他穿 Edge Group 的服装和barricade v的鞋子和  Technifibre 的球拍）。而且他代言的ＣＫ男性贴身衣物广告也很经典。
翻譯自 w:en:Fernando Verdasco

## 外部連結
- 官方网站
- 費爾南多·貝爾達斯科（英文/西班牙文）的官方資料
- 費爾南多·貝爾達斯科的國際網球總會 職業／青少年 官方資料（英文）
- 費爾南多·貝爾達斯科的官方資料（英文）
- 澳网官网的球员介绍 （页面存档备份，存于）